# John Lapli
Sir John Lapli, né le 12 juin 1955 et mort le 18 janvier 2025, est un homme d'État, gouverneur général des Îles Salomon de 1999 à 2004.

## Biographie
John Lapli est un prêtre anglican. Avant son élection comme gouverneur général en juin 1999, il est Premier ministre de la province de Temotu. Il est pris en otage par des rebelles en 2000, pendant les violences inter-ethniques de 1998-2003, et relâché après quelques jours. Il n'est pas réélu gouverneur général en 2004, n'obtenant que six des quarante-et-une voix du Parlement.
John Lapli meurt à Honiara le 18 janvier 2025, à l'âge de 69 ans.